# شیخ حسن صفار
شیخ حسن صفار (زاده ۱۹۵۶ میلادی) از عالمان و اندیشمندان شیعه عربستان است.

## زندگی و تحصیلات
شیخ حسن صفار در سال ۱۹۵۶ در قطیف عربستان زاده شد. وی پس از تحصیلات مقدماتی راهی نجف شد و سپس در تهران و قم تحصیلات خویش را تکمیل نمود و به زادگاهش بازگشت. او با بزرگانی چون محمدحسین فضل الله، شیخ محمدمهدی شمس‌الدین، و برخی علمای ایران ارتباط داشت. در زمانی که در ایران بود سال‌ها در رادیوی ایران به سخنرانی و اجرای برنامه مشغول بود.
در تاریخ ۱۳۹۵/۱۱/۰۱ شیخ حسن صفار امام جمعه قطیف عربستان طی سخنانی در مسجد الرساله بر ضرورت هوشیاری جوانان نسبت به شبهات دشمنان تأکید کرد و گفت: دشمنان با شیوه‎های مختلف نظیر ایجاد شبهه، تشکیک در عقاید و نشر مسائل غیر اخلاقی در پی تسلط بر اذهان جوانان هستند.

## پایگاه
- http://www.saffar.org/